# Dragon Lee
Dragon Lee (Tala, 15 maggio 1995) è un wrestler messicano sotto contratto con la WWE.
In WWE ha vinto una volta l'NXT North American Championship e una volta lo Speed Championship. È inoltre ricordato maggiormente per i suoi trascorsi nella Ring of Honor e nella New Japan Pro-Wrestling.

## Carriera

### All Elite Wrestling (2022)
Nella puntata di Dynamite del 17 agosto ha debuttato nella All Elite Wrestling partecipando al torneo per l'assegnazione del AEW World Trios Championship insieme ad Andrade El Idolo e Rush. Il team perse al primo turno contro l'Elite e dopo il mach El Idolo e Rush hanno attaccato Dragon Lee togliendogli la maschera.

### WWE (2022–presente)

#### NXT(2022–2023)
Firmò con la WWE all'inizio del 2023, apparendo ad NXT nella puntata del 21 marzo per rispondere a Wes Lee, annunciandosi come prossimo sfidante nel fatal five-way match (dello stesso Lee) per l'NXT North American Championship a NXT Stand & Deliver. Il 1º aprile, durante tale evento, prese parte all'incontro insieme ad Axiom, Il'ja Dragunov, JD McDonagh e lo stesso Wes Lee per il suo NXT North American Championship ma fu proprio quest'ultimo a vincere. Il 28 maggio, ad NXT Battleground, affrontò Noam Dar per l'NXT Heritage Cup ma perse per 2-1 in un british round rules match. Nella puntata speciale NXT Gold Rush del 27 giugno perse per 2-1 contro Nathan Frazer, non riuscendo a conquistare l'NXT Heritage Cup. L'8 agosto, ad NXT, non riuscì a conquistare l'NXT North American Championship poiché venne sconfitto dal campione Dominik Mysterio a causa dell'intervento di Rhea Ripley. Riprovò l'assalto al titolo nella puntata di Raw del 25 settembre, ma Mysterio riuscì a mantenere la cintura. Il 26 settembre, ad NXT, partecipò ad un fatal four-way match che comprendeva anche Axiom, Trick Williams e Tyler Bate con in palio la possibilità di diventare il nuovo sfidante all'NXT North American Championship ma l'incontro venne vinto da Williams. Il 30 settembre, a NXT No Mercy, venne scelto come arbitro speciale per il match tra Dominik Mysterio e Trick Williams per l'NXT North American Championship del primo, favorendo la vittoria finale di Williams.
Debuttò ufficialmente a SmackDown nella puntata del 6 ottobre sconfiggendo Austin Theory grazie all'intervento di Cameron Grimes. Ebbe poi due confronti singoli a SmackDown contro Cedric Alexander, prima il 27 ottobre e poi il 10 novembre, vincendoli entrambi. Il 25 novembre, a Survivor Series WarGames, prese il posto di Carlito per affrontare Santos Escobar venendo tuttavia sconfitto.
Il 9 dicembre, ad NXT Deadline, sconfisse Dominik Mysterio vincendo l'NXT North American Championship. Nella puntata di NXT del 12 dicembre difese il titolo contro Tyler Bate. La settimana dopo, sempre ad NXT, conservò il titolo in un triple threat match contro Charlie Dempsey e Joe Coffey. Dopo aver difeso il titolo contro Butch il 22 dicembre a SmackDown, difese il titolo anche il 9 gennaio 2024 contro Lexis King ad NXT, ma lo perse poco dopo contro Oba Femi (che incassò il contratto dell'NXT Breakout Tournament) dopo 31 giorni di regno. Il 4 febbraio, ad NXT Vengeance Day, affrontò Femi nella rivincita per il titolo nordamericano ma venne sconfitto.

#### Latino World Order (2024–presente)
Poco dopo il suo trasferimento nel roster di SmackDown è entrato nel Latino World Order e a WrestleMania XL doveva combattere al fianco di Rey Mysterio contro Santos Escobar e Dominik Mysterio ma venne infortunato da Carlito dopo un attaccato nel backstage e venne sostituito da Andrade. Il lottatore mascherato ritorno nella puntata di SmackDown del 26 aprile sconfiggendo insieme a Mysterio il duo dei Los Lotharios. Per via del Draft, la stable con Dragon Lee compreso venne spostata al marchio Raw.
A novembre a preso parte al torneo per decretare il primo sfidante per il WWE Speed Championship. Dragon Lee sconfisse Tavion Heights in semifinale e Akira Tozawa in finale ottenendo un mach titolato contro Andrade. Il 20 novembre, ha sconfitto Andrade vincendo lo Speed Championship. Dopo aver difeso il titolo contro Chad Gable e Ivar, il sette maggio ha perso lo Speed Championship contro El Grande Americano, la nuova gimmick di Chad Gable, dopo 167 giorni di regno.
Nella puntata del 26 maggio di Raw Dragon Lee prende parte a un triple threat match per la qualificazione al Money in the Bank Ladder match dove viene sconfitto da Penta.

## Personaggio

### Mosse finali
- Desnucadora (Vertical suplex powerbomb) – 2017–2020[29]
- Dragon Driver (Bridging packaging fallaway powerbomb) – dal 2018[30]
- Operation Dragon (Standing shiranui) – dal 2023[30]

### Soprannomi
- "El Niño Maravilla"[31]

## Titoli e riconoscimenti
- All Pro Wrestling
  - King of the Indies Tournament (2018, 2019)[32][33]
- Consejo Mundial de Lucha Libre
  - CMLL World Lightweight Championship (2)[34]
  - CMLL World Welterweight Championship (1)[35][36]
  - CMLL Bodybuilding Contest: Beginners Category (2013)
  - CMLL Bodybuilding Contest: Intermediate Category (2014, 2015)[37][38]
- Lucha Libre AAA Worldwide
  - AAA World Tag Team Championship (1) – con Dralístico[39]
- The Crash Lucha Libre
  - The Crash Tag Team Championship (1) – con Dralístico[40]
- Kaoz Lucha Libre
  - Kaoz Tag Team Championship (1) – con Dralístico[41]
- New Japan Pro-Wrestling
  - IWGP Junior Heavyweight Championship (1)[42]
  - Torneo de Parejas Familiares (2019) – con Místico[43]
- Pro Wrestling Illustrated
  - 41° tra i 500 migliori wrestler singoli nella PWI 500 (2021)[44]
- Pro Wrestling Revolution
  - PWR Tag Team Championship (1) – con Dragon Lee[45]
- Ring of Honor
  - ROH World Tag Team Championship (2) – con Kenny King[46][47]
  - ROH World Television Championship (2)[48][49]
- WWE
  - NXT North American Championship (1)[50]
  - WWE Speed Championship (1)[51]
- Wrestling Observer Newsletter
  - Rookie of the Year (2014)[52]